# 巨蟲列島
『巨蟲列島』（きょちゅうれっとう）は、原作：藤見泰高、作画：REDICE→廣瀬周による日本の漫画作品。『チャンピオンクロス』（秋田書店）にて、2014年10月21日から2018年5月1日まで配信されていた。『Champion タップ!』と統合されて新設された『マンガクロス』にて、2018年12月27日分よりREDICEから廣瀬に交代して、2019年3月28日まで連載された。その後、『大巨蟲列島』（だいきょちゅうれっとう）として2019年4月25日から連載され、リニューアルされた『チャンピオンクロス』にて2024年5月23日から2025年3月27日まで連載。
またスピンオフとして、さざなみ陽輔が作画による『巨蟲山脈』（きょちゅうさんみゃく）が『どこでもヤングチャンピオン』2019年12月号（創刊号）から2024年9月号まで連載された。
これまで多くの昆虫マンガを手がけた藤見がパニックホラーを手がけるのは今作が初となる。巨大化した昆虫が登場するにあたって、藤見自身が「昆虫が巨大化した場合はどのような形状になるのか」を考察し、デザインを行っている。

## あらすじ
私立鳳翔高等学園の生徒たちを乗せた旅客機が謎の事故によって墜落し、織部睦美たちはとある島へと流れ着く。生存者と合流して救助を待つことにするも、その島は巨大な昆虫に支配された島だった。
浜辺で目を覚ました睦美は、同じクラスの松岡歩美（通称：キャプテン）と再会する。睦美は持ち前の知識で無事に食料を手に入れ、「救助が来るまで最長で3日、それまで生き延びる」という目標を立てる。
一方、睦美の親友である成瀬千歳は、他に生存していた生徒達と共に島内を彷徨っていた。神野美鈴を始め、好き勝手に振る舞う仲間達に手を焼く千歳もまた、親友である睦美の身を案じていた。しかし、仲間の一人がミヤマカラスアゲハに遭遇してしまったことで、状況が一変してしまう。次々と仲間達が襲われるが為す術もなく、一人、また一人と犠牲が出てしまうものの、そこへ睦美たちが現れ、睦美の機転で一行は窮地を脱する。
再会の喜びもつかの間、今度はジガバチが千歳を攫って行ってしまう。千歳を助けたい睦美は、グループの面々を何とか説得してジガバチの巣と化していた民家へ向かう。そこでは、ジガバチの幼虫が人間たちを生きたまま捕食していた。睦美はその光景を見て、島は廃島ではなく住民が住んでいたと確信する。しかし、肝心の千歳は見つからない。しかし、メンバーの一人である上條アツシの親友・アキラが他のジガバチに連れてこられたことで、アツシと睦美は別の巣へ突入することになる。再び睦美の機転と他のメンバーの助力もあり、千歳とアキラの救出に成功する一行。しかし、逃げ出した先はマダニの巣だった。
千歳たちを救うべく、一行はマダニの巣を横切ることに。途中で顔面をマダニで覆われた教師と遭遇し、メンバーの三浦真美がパニックに陥ったことでマダニに襲われかけてしまうものの、辛くも脱出することに成功する。海でマダニが付着していないか調べる睦美たち。そんな中、真美は美鈴への恐怖からキャプテンに、美鈴は野心からアツシにそれぞれ迫り、人知れず関係を持つのだった。

## 『巨蟲列島』の登場人物
声の項はコミック第6巻特装版に付属するアニメ版・劇場版の声優。『大』は続編の『大巨蟲列島』に登場することを指す。

### 複数シリーズ登場
織部睦美（おりべ むつみ）
声 - M・A・O
本作の主人公。私立鳳翔高等学園2年1組在籍。普段はおとなしい少女だが、サバイバル能力に長けている。昆虫の生態にも詳しく、巨大化した昆虫と遭遇した際には速やかに対処するが、昆虫を殺すことには抵抗がある。「ゴマ夫」と呼ぶ防水リュックサックを手放さない。昆虫の知識は稲穂から教わったもので、昔はむしろ苦手だった。
『大』でも昆虫の知識で窮地を救っているが、責任感と焦りから「ゴマ夫」を忘れてしまったことも。
成瀬千歳（なるせ ちとせ）
声 - 立花理香
クラス委員長。2年1組在籍。メガネをかけており、生真面目でやや堅物。睦美の親友。吹奏楽部兼剣道部所属のエース。睦美とは別に生存者グループを率いており、巨大化したミヤマカラスアゲハによってグループの半数近くを殺害された直後、睦美と再会を果たす。ジガバチによって巣へ連れ去られてしまうが、同じようにジガバチに連れ去られたアキラ共々睦美たちによって救出された。
『大』に登場。「ゴマ夫」を忘れた睦美に届けた際、自分達を頼るようせがむ一面を見せた。辰野大島編では桃崎、青山らと共に東京へ戻るが、睦美の手紙や辰野大島のニシキエビ祭りでの中継映像で蟲達と戦っている事を知る。
三浦真美（みうら まみ）
声 - 麻倉もも
千歳の率いていた生存者グループのひとり。2年1組在籍。まだ駆け出しの現役アイドルだが、最近は人気が低下してなかなか売れず、事務所に3か月出禁の状態でストレスが溜まっている。美鈴には弱みを握られており、逆らえない。松岡が同性愛者であることを見抜き、自分を護らせるために肉体関係を持った以降は美鈴に挑発的な態度を取ったこともある。青山とはホタルの襲撃時のやりとりから折り合いが悪い。
『大』に登場。美鈴が行方不明になってからは猟銃を携行するようになる。辰野大島編ではスキャンダル等を嫌がり東京へは戻らず睦美達と同行する。
甲斐和彦（かい かずひこ）
声 - 江口拓也
千歳の率いていた生存者グループのひとり。2年4組在籍。天然パーマの男子生徒。病院施設の電源復旧などをこなすなど電気系の知識を持ち、ピッキングも得意。睦美の知識や能力を認めており、千歳と並び彼女に協力的である。いじめにあった生徒を助けたが、その生徒といじめていた生徒達にはめられた過去を持つ。
『大』に登場。猟銃を携行している。辰野大島編では親から生存していた事で嫌味を言われるなど、自身の居場所が無い事を知り睦美達と同行する。
青山望（あおやま のぞみ）
中城の率いる生存者グループのひとり。2年4組在籍。クラス委員長。
野沢に万引きをしたことを盾にいじめられていたところを中城に助けられたことで中城を絶対的に信頼しており、それを否定する睦美や千歳たちに敵視を抱いている。ジグモに捕まった中城を助けるため、甲斐と関係を持ち手助けを頼む。後述の理由で睦美だけ生き残り、中城が死亡したことで睦美を逆恨みするようになる。「ゴマ夫」の中に中城の手を入れて虫に襲わせようとしたが、逆に自分が窮地に陥った時に睦美に助けられる。
『大』に登場。相変わらず周囲と敵対する態度だったが、カブトムシの件よりそれまでとは一転して「睦美さま」と心酔するような態度を取る。辰野大島編では東京へ戻る。
桃崎香住（ももさき かすみ）
中城の率いる生存者グループのひとり。2年3組在籍。学園長の娘。プライドが高く、大の虫嫌い。
『大』に登場。京介と法嘩に誘拐され、腕を縛られて裸にした状態で食用ミミズの入った箱に入れられるが、兵衛に救助される。辰野大島編では東京へ戻る。
識森涼子（しきもり りょうこ）
海上保安庁巡視船“みの”乗員。音信不通となった島の調査に父親であるおやっさんを含む猟友会と共に上陸し、サシガメに囲まれてた睦美達を救出する。巡視船に睦美達の救助を要請したが、巡視船がオオムカデに襲われて次々と惨殺されていく上陸隊を見て混乱するも、父親に諭され、自分の判断で睦美達を島から脱出させようと奮闘する。
『大』に登場。葵の症状を見て壊血病だと見抜く。後に社でいざこざを止めようとした際に、真美をかばう形で京介から拳銃で撃たれ重傷を負う。辰野大島編ではシンメイ製薬のメディカルセンターに入院する。
榎稲穂（えのき いなほ）
声 - 井上麻里奈
原作者・藤見泰高の別作品『サイカチ 真夏の昆虫格闘記』、『ベクター・ケースファイル 稲穂の昆虫記』、スピンオフ作品『巨蟲山脈』の登場人物。『巨蟲列島』の終盤にも回想で登場し、睦美の昆虫の知識は自身の教えによるものだと描かれている。

### 私立鳳翔高等学園

#### 1巻より登場
松岡歩美（まつおか あゆみ）
声 - 福圓美里
ソフト部。2年1組在籍。ジャージとハチマキが特徴的な女子生徒。漂流した睦美が最初に遭遇した生存者。部活では部長を務めていたことから、睦美たちには「キャプテン」と呼ばれている。体力には自信があるが精神面は少し弱く、生存メンバー内で意見が分かれた際には孤立することもある。同性愛の気があり、その場の雰囲気に流されて真美と肉体関係を持つ。最後は彼女をホタルの幼虫の襲撃から庇って死亡する。
神野美鈴（じんの みれい）
声 - たかはし智秋
千歳の率いていた生存者グループのひとり。2年1組在籍。他人を手玉に取ることに長けており、男性教諭や男子生徒と肉体関係を持つ。その対象は男性だけではなく、松岡や千歳にもそのようなそぶりを見せる。千歳曰く「アタシが知る限り一番最低な女」で自分だけが生き残ろうという考えが強く、上條と共にさまざまな場面で生存者グループを窮地に陥れるような行動を取ることもあったが、幾度も窮地から救ってくれた睦美たちについては信頼するようになる。救命艇を巡視船から出した後はムカデと共にガス爆発に巻き込まれ、生死不明となる。
上條アツシ（かみじょう アツシ）
声 - 駒田航
千歳の率いていた生存者グループのひとり。2年5組在籍。粗暴な性格の不良生徒。
暴力でグループを支配しようとするが、睦美との合流や度重なる巨大昆虫の襲撃でうまくいかない。美鈴と手を組んでいたこともあったが、やがて孤立してしまう。最後は鈴木とともに寄生アブに襲われ、美鈴と真美の目の前で体内の卵が孵化、美鈴に助けを求めながら死亡した。
母親は他界しており、形見のピアスを不良仲間のアキラに渡した過去がある。
白川美紀（しらかわ みき）
千歳の率いていた生存者グループのひとり。2年2組在籍。おとなしめの性格で、少し丸めの体型をしている。祖母の世話で血管注射をした経験があり、病院施設ではジガバチから救出した千歳とアキラに生理食塩水の点滴を行った。その後に遭遇したヘビトンボに身体を噛み千切られ、死亡する。OVA版には未登場。
伊能愛（いのう あい）
声 - 久保ユリカ
千歳の率いていた生存者グループのひとり。2年2組在籍。ワンダーフォーゲル部に所属し、千歳と共に島の地図を作ろうと働く。一人称は「僕」、美鈴からは「ワンダ」と呼ばれている。巨大化したミヤマカラスアゲハに遭遇し、全身の体液を吸われて死亡した。作品中、昆虫の襲撃で死亡した最初のキャラクター。
小田哲（おだ さとし）
声 - 鈴木崚汰
千歳の率いていた生存者グループのひとり。2年3組在籍。小太りなアイドルオタク。ミヤマカラスアゲハに襲われた真美を助けようとするも返り討ちにあい、死亡する。
柘植寛（つげ ひろし）
声 - 八代拓
千歳の率いていた生存者グループのひとり。2年4組在籍。リーゼントヘアの男子。ミヤマカラスアゲハの口が頭部に突き刺さり、死亡する。
アキラ
声 - 金子誠
上條アツシの不良仲間で、親友。ジガバチによって巣に連れ去られたところを千歳とともに救出される。しかし、レウコクロリディウムに寄生されており、奇声をあげながら鉄塔をのぼり、ヘビトンボに捕食される。
野沢（のざわ）
声 - 米山明日美
2年4組担任。美術教諭。顔面を巨大化したマダニで覆われた状態で発見される。睦美たちが発見した時点では生きていたが、マダニに吸血され続けていることもあり、助からないと判断した睦美にマダニの囮として突き飛ばされた。睦美達が発見する以前は中城達と行動、青山に対し参考書の万引きの件を盾に性的な嫌がらせをしており、島でも同様にいじめていたところを中城が崖から突き落としたことが明らかになる。

#### 2巻より登場
中城茉莉華（ちゅうじょう まりか）
2年5組担任。数人の生徒を率いて集落に避難していた。元々は真面目な教師だったが、島での生活の影響で独裁的な性格になり、集落グループを実質支配している。安全地帯に移動する途中睦美とともにジグモに捕えられる。甲斐と青山が救助しようとしたが、青山がジグモを追い詰めたことでジグモの糸に縛られていた体を引き裂かれて死亡した。
鈴木香代（すずき かよ）
中城の率いる生存者グループのひとり。2年2組在籍。陸上部。ミヤマカラスアゲハに襲われていたところを睦美たちに救出されるも、周囲の環境に振り回されてしまうことになる。上條とともに寄生アブに襲われ、美鈴と真美の目の前で体内の卵が孵化して死亡した。
宮園恵美子（みやぞの えみこ）
声 - 杉村ちか子
中城の率いる生存者グループのひとり。2年4組在籍。陸上部。ミヤマカラスアゲハに襲われていたところを睦美たちに救出される。病院施設へ向かう途中ハンミョウに襲われ、巣穴へと引きずり込まれて死亡する。
碓氷亮（うすい りょう）
中城の率いる生存者グループのひとり。2年2組在籍。ナルシストで女好き。睦美を強姦しようとするセクハラ気質の持ち主。ホタルの幼虫に噛み付かれて死亡する。
箕輪剛（みのわ たけし）
中城の率いる生存者グループのひとり。2年5組在籍。柔道部に所属しており、国体強化選手でもある。上條と美鈴を拘束した睦美達を疑っていたこともある。安全地帯へ向かう途中ジグモに襲われ、消化液を注入され死亡する。

### 猟友会
3巻より登場。海上保安庁と共に音信不通となった島の調査のため上陸。彼らの持ち物の猟銃は後に睦美達に渡っている。
おやっさん
猟友会のメンバーで涼子の父親。おやっさんは猟友会メンバーからの呼び方で本名は不明。娘の涼子と共に島に上陸し、サシガメに囲まれていた睦美達を救出する。その直後ヤゴに襲われ、猟銃で応戦するが、伸縮する下顎の不意討ちで、左腕を切断されてしまうが辛くも生還。オオムカデによって上陸隊が全滅するという不測の事態に混乱する涼子を諭し、立ち直らせる。辰野神島で交番に連絡しようと外を出た直後にヤンマに捕食され、死亡した。
ぜんさん
島に上陸した猟友会のメンバー。本名は不明。涼子とおやっさんと共にサシガメに囲まれてた睦美達を救出する。おやっさんの事は睦美達に、過去の有害鳥獣駆除で死傷者を出したことがないと自慢するが、皮肉にもその直後、ヤゴに捕食され死亡する。

## 『大巨蟲列島』の登場人物

### 辰野神島の人々
辰野神島の住民達。住民は岐阜弁（東美濃弁）で話している。
無雲兵衛（なぐも ひょうえ）
辰野神島の住民。京介達に誘拐された桃崎を救助し、カブトムシの襲撃から匿うところで睦美達と出会う。睦美達に病に苦しむ葵を助けるよう要求する。
京介（きょうすけ）
高校3年生。18歳。睦美達が最初に出会った住民。拳銃とサバイバルナイフを携行している。睦美達を信用しておらず、度々喧嘩を吹っ掛けてくる。カマキリの一件から睦美の必要性を認識し、味方に引き入れようと利用。ヤンマとの戦いで負傷した兵衛の姿を見て改心し、島の脱出する睦美達を助け睦美へ警告をする。
法嘩（のりか）
高校3年生。18歳。京介と共に行動する少女。ナイフを所持している。京介同様、島の者ではない睦美達を信用していない。人が嫌がることをするのが好き。
仲宗根鏡（なかそね かがみ）
19歳。漁師見習い。睦美を一目で気に入り、好意を抱く。
無雲葵（なぐも あおい）
兵衛の妹。16歳。蚊に刺された影響で壊血病を患うも、輸血が届けられたことで回復。病院での検査の必要もあり睦美と共に島を脱出する。辰野大島編ではシミに襲われている所を睦美に助けられ同行する。
三下ミツオ（みしも ミツオ）
高校3年生。18歳。輸血を届ける途中にヤマビルに咬まれて致命傷を負い、葵の無事を祈りながら死亡した。
婆々（びいびい）
社にいた老婆。
宮杜刻（みやもり とき）
辰野神社巫女見習い。22歳。
霧島（きりしま）
無雲の飼い犬。
岸田（きしだ）
京介達が合流したグループのひとり。医学部卒。
水嶋（みずしま）
京介達が合流したグループのひとり。京介達とは合流した矢先にカマキリに襲われ重傷を負う。学校では重傷の身で幼体カマキリと戦い、睦美達の無事を確認した後に死亡した。
木田（きだ）
京介達が合流したグループのひとり。丸太を振り回せるほどの怪力。学校のカマキリとの戦いで背中に致命傷を負い死亡した。
ミキ
京介達が合流したグループのひとり。セミロングヘアで左側にメッシュが入っている。釵やトンファーを携行している。学校のカマキリとの戦いでアキを突き飛ばしてかばう形で死亡した。
アキ
京介達が合流したグループのひとり。ミキとは双子らしく右側にメッシュが入っている。ミキと同じ武器を携行している。
新垣千里（にいがき ちさと）
学校に避難していた住民。島の役所に勤務。カマキリの死骸から飛び出してきたハリガネムシに襲われて死亡した。
下総香（しもうさ かおる）
辰野漁港にいた住民。軽薄な性格で何人もの異性を妊ませたことから「百発百中の香」の異名がある。最後はヤンマに捕食されて死亡した。

### 辰野大島編からの登場人物
「全世界まんぷく計画」関係者
天宮昇史（あまみや しょうじ）
元お笑い芸人のインフルエンサー。動画配信等で得た巨額な資金を使い倒産寸前だったシンメイ製薬を買い取り、世界中の飢餓を無くす為にNPO法人を立ち上げ研究により甲殻類を巨大化させて食糧にする「全世界まんぷく計画」を企画する。生存した睦美達を宣伝材料として利用し巨大昆虫の一件を妄想とするも実際に目撃してからは辰野大島から逃走しその一件も宣伝材料として利用しようとする。　　
迫田（さこた）
天宮の下で働く女性。ゲームが好きで3年前までは面白いゲームを作るためゲーム会社に就職したが、系列会社のゲームセンターの店長という立場に不満を覚えていた。しかし、天宮のオンラインサロンの紹介動画を見て、3ヶ月後には天宮のオンラインサロンに入会。その結果、1ヶ月も経たないうちに自身のフォロワーが100万人を超えた。そして、更なる承認欲求を満たすため、以後天宮の下で働いている。
同僚の阿部ジュリアのことはお互いに友達として認識しており、ジュリアが葵と共にシデムシに攫われたときは睦美と共に救出に向かった。
阿部ジュリア（あべ ジュリア）
天宮の下で働く女性VTuber。VTuberとしてはかなり有名らしい。フォロワーの目を引くため、露出の多い服装で活動している。昔は周囲の視線が不快だったが、今では再生数が正義として街を裸で歩くことも厭わないらしい。なお、天宮の下で働く前はアパレル関係の仕事をしていた。迫田とは迫田が入会したばかりの時に同じVTuberとしてアドバイスをしたり、服を買ったりしたためお互いに友達として認識している。また、首都高では「ランボルギーニの女豹」という2つ名がつけられる程のドライビングテクニックを持っており睦美の指示の下、車ごと一行を襲ったガロアムシを撃退した。
島村金太郎（しまむら きんたろう）
天宮の下でパブリシティマネージャーとして働く男性。天宮達からは「金ちゃん」と呼ばれている。自身がまだ無名の時に開いていたネットミーティングの講座を実践して、チャンネル登録者数が急上昇したという天宮に声をかけられ、自身のノウハウと天宮の知名度を組み合わせればビッグになれるという誘いにのり天宮のプロジェクトに参加した過去を持つ。そのため、このプロジェクトには信念を持っている。
塩谷（しおや）
天宮のラボの責任者を務める男性。天宮達からは「シオちゃん」と呼ばれている。気が弱く、よく冷や汗をかいている。睦美と話した際には睦美の博識さからラボに欲しいと言っていた。また、職場のことは資金を考えずに自由に研究できるとして気に入っている。辰野大島に巨蟲が出たあとも天宮達と行動していたが、島長の屋敷を訪れた際に、狂暴化した島長に捕食され死亡した。
門倉御琴（かどくら みこと）
天宮の下で働く女性。26歳。昔は日昇新聞で働いていたが、真実を追求しても意味がないとしてジャーナリストに限界を感じ、逆に天宮の下で働くと世界の真実に一歩近づいている気がするとして転職した。峰岸に性的接待をしてプロジェクトを記事にするように依頼した。　　　　　　　　　　
報道関係者
峰岸雄三（みねぎし ゆうぞう）
帝報新聞の記者の男性。54歳。記者としてはベテランであり、帝報新聞の文化欄に載せる際には「峰岸に相談しろ」と言われているほど。門倉の依頼を受け取材に来ているが、天宮のプロジェクトには興味をもっていない。過去に酒が原因で家族から絶縁されてしまい、それ以来禁酒している。
須藤さくら（すどう さくら）
女性レポーター。交際者と思われる雅俊が事故死したため、その弟の青葉を世話している。辰野大島のニシキエビ祭りを報道していた。祭り会場がアゲハチョウの幼虫やシリアゲムシに襲撃された際には屋台の隅でカメラマンの寅澤と共に蹲っており、睦美達に助け出された。その後、甲斐や真美を峰岸と共にレストランにて取材した。取材後、寅澤に巨蟲達を撮影して自分達を窓際に追いやった人達を見返そうという誘いにのり、たまたま発見したチビクワガタの巣に寅澤と共に侵入する。しかし、チビクワガタが現れると逃げ遅れて捕まり、寅澤はその瞬間を映像にすることを優先したため、肉団子にされて死亡した。
寅澤（とらさわ）
カメラマンの男性。10年前は戦場カメラマンだった。ニシキエビ祭りを撮影した。祭り会場がアゲハチョウの幼虫やシリアゲムシに襲撃された際には須藤と共に屋台の隅に蹲っており、睦美達に助け出された。その後、レストランにて甲斐や真美が峰岸に取材されている所を撮影した。取材後、巨蟲達を撮って、須藤に自分達を窓際に追いやった人達を見返そうと誘い、たまたま発見したチビクワガタの巣に侵入。戦場カメラマンとしての経験からチビクワガタの襲撃を察知し逃げる。その後、逃げ遅れて捕まった須藤を助けず撮影して、自身は甲斐達に助け出された。また、ジュリアにそのことを詰められると自分は事実を記録して届けるのが仕事だと答えた。
その他の島民
辰郎（たつろう）
辰野大島の漁師の男性。かつて島を支えてくれた鯨を鯨様と敬っており島では昔から盛んであった鯨漁が禁止されて以降も父のように鯨と戦う日を夢見てモリ投げを練習しており、アゲハチョウの幼虫が現れた際にはクジラモリで撃退しようとする。しかし、鳥に突かれることを想定した幼虫の表皮は耐性があり、貫けなかった。その後、睦美達の合流により巨蟲達の襲撃から逃れた後は睦美に島の住民及び観光客を全員避難させるために船の準備をお願いされ快諾した。後に天宮が自分達一行をもしくは自分だけでも脱出させてくれないかと頼みに来たときは毅然として断った。
島長
島長を務める杖をついた老人の男性。天宮に自分が迷惑を被らないことを前提に研究所を認可している。その為、祭り会場で巨蟲の襲撃があったことを知ると、車で天宮達を探し天宮に面倒は嫌だと釘をさして屋敷に帰った。しかし、その後、天宮達が島からの脱出を頼むために屋敷に寄った時には血肉を求めて狂暴化しており、塩谷を殺害して捕食し、更に部屋に閉じこもった天宮達を襲った。

## 舞台

### 東ノ小島
当初は不明だったが作中で東ノ小島（あずまのこじま）と判明。
集落
島は無人島ではなく、元々は住民がいたと思われる。島内には集落がいくつか存在する。
睦美たちが最初に発見した集落は家一軒がまるごとジガバチの巣となっており、内部には人間が捕らわれている。これは、ジガバチがその人間の体に卵を産み付け、孵化した幼虫の餌にするためである。
また、別の集落には中城茉莉華が生徒たちを率いて避難している。
病院施設
シンメイ製薬メディカルセンター
医療設備や研究設備が整った施設で、医療品の他に食料も蓄えてある。研究施設にはホルマリン漬けにされた昆虫が多数並んでいるが、その目的は不明。

### 辰野神島
睦美達が東ノ小島から逃げて来た2つ目の島。島の規模は東ノ小島よりも大きく港や商店街がある。東ノ小島と同じく巨蟲の襲撃にあっているが全滅はしていない模様。しかし、島の住民は元は島民以外にも好意的だったが、島をよそ者に略奪されてからはよそ者を敵視している者もおり、睦美達も当初は歓迎されなかった。　　　　　　　　　　　　　　　　　
辰野神社
宮杜刻が巫女の見習いをしている神社。刻の他、婆婆や無雲葵、仲宗根鏡が避難していた。
病院
佐渡という医師が開いていた病院。病院なので血液パックなどの医療品がある。

### 辰野大島
作中に登場した島の中では一番規模が大きくホテルや空港などがある。睦美達が逃げた時点では表立った巨蟲の被害はなく、島民も巨蟲を知らなかった。
シンメイ製薬海洋生物研究所
赤字で倒産寸前のシンメイ製薬を天宮が買収したもの。研究所の責任者は塩谷でその他にも大勢の研究者が勤めている。辰野大島の他、東ノ小島、辰野神島、そしてG県の計4つの研究所がある。宿泊施設など研究所以外の施設も併設されている。島長からは自分が迷惑を被らないことを前提に認可されている。
レストラン「ロイヤルゲスト」
甲斐と真美が峰岸達から取材を受けたレストラン。

## 巨大化した生物
作中への登場順に並んでおり、名称はその表記に準拠。物語開始当初は昆虫だけだったが、その後はそれ以外の生物も巨大化が確認されている。また、ほとんどの種は巨大化に伴って（本来は肉食性でない種も含めて）人間を捕食するようになっているほか、種によってはさらなる進化の一環として成虫での脱皮すら行うようになっている。

### 巨蟲列島・大巨蟲列島（巨大化した生物）
- フジツボ（『巨蟲列島』第18話で確認）
- ミヤマカラスアゲハ
- ジガバチ
- マダニ
- レウコクロリディウム
- ヘビトンボ
- ガザミ（『巨蟲山脈』37話でも遭遇）
- ハンミョウ
- ホタル
- ジグモ
- ドウガネブイブイ
- ヨコヅナサシガメ
- ヤゴ
- オオムカデ
- ヤスデ
- 寄生アブ
- オサムシ
- ヤンマ
- 食用ミミズ
- カブトムシ
- ヤブカ
- ヤマビル
- アブラゼミ
- クマゼミ
- ハラビロカマキリ
- キノカワカマキリ
- ハリガネムシ
- タガメ
- シミ
- カマドウマ
- ガロアムシ（マントファスマ）
- アゲハチョウの幼虫
- シリアゲムシ
- シデムシ
- チビクワガタ
- アリマキジゴク
- ヒトリガ（シロヒトリ）
- ジョウカイボン

### 巨蟲山脈（巨大化した生物）
- ハサミムシ（コブハサミムシ アルマン型）
- クロイロコウガイビル
- ヒメタイコウチ
- ヒカリキノコバエ（幼虫）
- オオゲジ（ムカデ綱ゲジ目）
- エンマコオロギ
- ナゲナワグモ
- ヤブキリ
- サムライアリ
- マゴタロウムシ（ヘビトンボの幼虫）
- アブラムシ
- テントウムシ
- カニムシ
- ボクトウガの幼虫
- ケラ
- サワガニ
- カマバエ
- アオマツムシ
- ヤマナメクジ（ヤマトナメクジ）
- シマアメンボ
- エンマムシ
- オオセンチコガネ
- カマキリモドキ
- オオミミズ（シーボルトミミズ）
- ミイデラゴミムシ
- ツチハンミョウ（ヒラズゲンセイ）

## 書誌情報
- 藤見泰高（原作）、REDICE→廣瀬周（作画） 『巨蟲列島』 秋田書店〈チャンピオンREDコミックス〉、全6巻
  1. 2015年3月6日発売[7]、ISBN 978-4-253-23761-1
  2. 2015年10月20日発売[8]、ISBN 978-4-253-23762-8
  3. 2016年8月19日発売[9]、ISBN 978-4-253-23763-5
  4. 2017年3月17日発売[10]、ISBN 978-4-253-23764-2
  5. 2018年1月19日発売[11]、ISBN 978-4-253-23765-9
  6. 2019年6月20日発売[12]、ISBN 978-4-253-23766-6
- 藤見泰高（原作）、廣瀬周（作画） 『大巨蟲列島』 秋田書店〈チャンピオンREDコミックス〉、全15巻
  1. 2019年12月20日発売[13]、ISBN 978-4-253-23767-3
  2. 2020年3月19日発売[14]、ISBN 978-4-253-23768-0
  3. 2020年7月20日発売[15]、ISBN 978-4-253-23769-7
  4. 2021年2月19日発売[16]、ISBN 978-4-253-23770-3
  5. 2021年6月18日発売[17]、ISBN 978-4-253-23795-6
  6. 2021年11月18日発売[18]、ISBN 978-4-253-23796-3
  7. 2022年3月17日発売[19]、ISBN 978-4-253-23797-0
  8. 2022年8月19日発売[20]、ISBN 978-4-253-23798-7
  9. 2022年12月20日発売[21]、ISBN 978-4-253-23799-4
  10. 2023年5月18日発売[22]、ISBN 978-4-253-23800-7
  11. 2023年10月19日発売[23]、ISBN 978-4-253-23815-1
  12. 2024年3月18日発売[24]、ISBN 978-4-253-32139-6
  13. 2024年7月19日発売[25]、ISBN 978-4-253-32140-2
  14. 2024年12月19日発売[26]、ISBN 978-4-253-32141-9
  15. 2025年6月19日発売[27]、ISBN 978-4-253-32142-6
- 藤見泰高（原作）、さざなみ陽輔（作画） 『巨蟲山脈』 秋田書店〈ヤングチャンピオンコミックス〉、全8巻
  1. 2020年7月20日発売[28]、ISBN 978-4-253-30171-8
  2. 2021年2月19日発売[29]、ISBN 978-4-253-30172-5
  3. 2021年11月18日発売[30]、ISBN 978-4-253-30173-2
  4. 2022年12月20日発売[31]、ISBN 978-4-253-30174-9
  5. 2023年10月19日発売[32]、ISBN 978-4-253-30175-6
  6. 2024年3月18日発売[33]、ISBN 978-4-253-30176-3
  7. 2024年7月19日発売[34]、ISBN 978-4-253-30177-0
  8. 2025年1月20日発売[35]、ISBN 978-4-253-30178-7

## アニメーション

### OVA
完全予約限定商品となるコミック特装版6巻に同梱。
スタッフ
- 原作 - 藤見泰高
- 漫画 - REDICE
- 総監督 - 高橋丈夫
- 監督 - 龍輪直征
- 脚本 - 森田繁
- キャラクターデザイン - 野口孝行、出雲誉明
- プロップデザイン - 福島達也
- 美術監督 - 宮本実生
- 色彩設計 - 小山知子、大谷和也
- 撮影監督 - 上村優基
- CG監督 - 山田太郎
- 音楽 - 鈴木暁也（Team-MAX）、Johannes Nilsson（Team-MAX）
- 音響監督 - 立石弥生
- アニメーション制作 - パッショーネ

### 劇場版
2020年1月10日公開。東京・新宿バルト9ほか全国23館で上映された。

#### 主題歌
「Stellar」
東城陽奏による主題歌。作詞は東城陽奏、作曲は大塚剛毅、編曲は千葉”naotyu-“直樹。